# اتس بوريي
اتس بوريي (3 أغسطس 1985 تالين إستونيا - ) هو لاعب كرة قدم إستوني، يلعب كمهاجم.

## روابط خارجية
- اتس بوريي على موقع الاتحاد الدولي (مؤرشف)  (الإنجليزية)
- اتس بوريي على موقع الاتحاد الأوربي (الإنجليزية)
- اتس بوريي على موقع اتحاد إستونيا (الإنجليزية)
- اتس بوريي على موقع قاعدة بيانات كرة القدم.إي يو (الإنجليزية)
- اتس بوريي على موقع ناشيونال فوتبول تيمز (الإنجليزية)
- اتس بوريي على موقع Soccerway.com (الإنجليزية)
- اتس بوريي على موقع عالم كرة القدم.نت (الإنجليزية)